# 노브
노브(1990년 11월 20일 ~ )는 대한민국의 가수이다. 2016년 싱글 [추워]로 데뷔했다.

## 방송
- 걸스 온 파이어 (2024) - Top20

## 공연
- nov 소극장 단독공연 "novLAND" (2018)
- novland vol. zero (2018)
- 플랫폼창동61 FNL [NEON] (2019)
- For ever and ever, (2022)
- Colorful Stage＃2（컬러풀 스테이지＃2） (2023)
- nov(노브)단독 공연 'I am nov' (2023)